# Ehrlichia
Ehrlichia es un género de bacterias gram-negativas de la familia Anaplasmataceae. Su nombre fue dado en homenaje al microbiólogo Paul Ehrlich. Son bacterias intracelulares, que infectan monocitos y macrófagos. Poseen una pared estructuralmente semejante a la de las bacterias gram-negativas, de ahí su clasificación, pero no presentan lipopolisacárido (LPS) ni capa de peptidoglucanos. Contrariamente a lo que ocurre con el género Rickettsia, estas bacterias permanecen en la vacuola del leucocito, hecho que propicia a la formación de mórulas visibles al microscopio.

## Especies
- Ehrlichia canis (Donatien & Lestoquard 1935) Moshkovski 1945.
- Ehrlichia chaffeensis Anderson, Dawson, Jones & Wilson 1992.
- Ehrlichia ewingii Anderson, Greene, Jones & Dawson 1992.
- Ehrlichia muris Wen, Rikihisa, Mott, Fuerst, Kawahara & Suto 1995.
- Ehrlichia ruminantium (Cowdry 1925) Dumler, Barbet, Bekker, Dasch, Palmer, Ray, Rikihisa & Rurangirwa 2001.